# East Cleveland (Tennessee)
East Cleveland is een plaats (census-designated place) in de Amerikaanse staat Tennessee, en valt bestuurlijk gezien onder Bradley County.

## Demografie
Bij de volkstelling in 2000 werd het aantal inwoners vastgesteld op 1729.

## Geografie
Volgens het United States Census Bureau beslaat de plaats een oppervlakte van
3,3 km², geheel bestaande uit land. East Cleveland ligt op ongeveer 265 m boven zeeniveau.

## Plaatsen in de nabije omgeving
De onderstaande figuur toont nabijgelegen plaatsen in een straal van 20 km rond East Cleveland.